# Larry Marshall (Schauspieler)
Larry T. Marshall (* 3. April 1943 in Spartanburg, South Carolina) ist ein US-amerikanischer Schauspieler, Sänger und Regisseur, der seine professionelle Karriere im Jahr 1966 begann und in 15 Broadway-Produktionen und vor der Kamera spielte.
Marshall arbeitete als Musiker mit Gruppen wie Leonard DePaur’s Infantry Chorus, den Believers, Voices, Inc. sowie mit Harry Belafonte zusammen. Weiteren Größen, mit denen Marshall arbeitete, waren Howard Keel, Bob Fosse, Leonard Bernstein und Meryl Streep, mit der er in Mutter Courage während des Shakespeare Festival New York spielte.
Laut eigener Angabe in der Biografie auf seiner offiziellen Homepage stimmt das in Wikipedia angegebene Geburtsdatum nicht überein; einige Quellen nennen als Geburtsjahr das Jahr 1944.

## Leben
Marshall wuchs sowohl in Spartanburg in South Carolina als auch in New York auf. In seiner Kindheit zog er zu seiner Tante Frankie nach New York und lebte in der 143. Street im Stadtteil Hamilton Heights von Manhattan. Seine Tante war mit der Jazzmusikerin Mary Lou Williams befreundet. Er besuchte die Grammar School zusammen mit der Enkelin von Duke Ellington, Mercedes – eine der June Taylor Dancers von Jackie Gleason.
Sein Interesse für die Musik und Schauspielerei wurde früh geweckt, er selbst benennt das Lied Why do Fools Fall in Love von Frankie Lymon and The Teenagers als Auslöser. An der Queens Day School in Sunnyside Gardens befreundete er sich mit Kenneth Hamilton und David Campanella, Stiefsohn der Baseball-Legende Roy Campanella, die eine Doo-Wop-Gruppe namens The Dell Chords hatten. Er wurde Teil der Gruppe, die durch Campanella kurze Berühmtheit erlangte. Bereits zuvor hatte Marshall mit Kindern aus der Nachbarschaft Doo Wop interpretiert. Später verließ er die Dell Chords und wurde Teil der Sierras, die 1963 mit einem Lied von Joe Simmons, I’ll Believe It When I See It, einen Radiohit landeten und unter Vertrag genommen wurden. Die Gruppe trennte sich kurze Zeit später, nachdem die Sängerin die Gruppe verlassen hatte.
Nach seiner Schulzeit und ersten Gehversuchen in der Musik studierte er an der Fordham University, der Xavier University of Louisiana in New Orleans und am New England Conservatory of Music Gesang und Schauspiel. So war er als Gaston in La Traviata zu sehen.
Larry Marshall ist Mitglied der Schauspielergewerkschaften Actors’ Equity Association (AEA), Screen Actors Guild‐American Federation of Television and Radio Artists (SAG-AFTRA; ehemals Screen Actors Guild) sowie der AGM. Er lebt mit seiner Partnerin, der Musikerin Jeannine „Jahneeen“ Otis, auf Staten Island.

## Karriere
Während des ersten Studienjahres am New England Conservatory of Music gewann Marshall eine Chorrolle im Musical Porgy and Bess, mit dem er international auf Tournee ging, unter anderem nach Israel, Spanien und Russland. Nach seinem College-Abschluss am Konservatorium trat er als Teil des Ensembles für 14 Wochen landesweit auf und spielte schließlich von 1976 bis 1977 den Sportin’ Life am Uris Theatre in der Originalbesetzung am Broadway in New York City; eine Aufzeichnung der Broadway-Aufführung wurde im Jahr 1976 von RCA Records veröffentlicht.
Für die Darstellung des Sportin’ Life erhielt er unter anderem Nominierungen für den Tony Award und den Drama Desk Award. Die Rolle verkörperte er wiederkehrend bis in die 1990er Jahre, so auch 1983 an der Houston Grand Opera.
Seinen Durchbruch am Broadway hatte Marshall bereits 1968 als Berger auf der Bühne des Biltmore Theatre im Musical Hair – er verkörperte auch verschiedene weitere Rollen als Ersatzschauspieler (engl. replacement). Ab 1971 war er Teil des Ensembles einer Broadway-Bühnenproduktion von Inner City am Ethel Barrymore Theatre.
Als Valentine war er vom 11. bis 22. September 1973 am St. James Theatre in einer Musical-Adaption von William Shakespeares Zwei Herren aus Verona – ebenfalls am Broadway – zu sehen; bereits 1971 hatte er verschiedene Rollen des Bühnenstücks in einer Produktion des New York Shakespeare Festival im Hanna Theatre in Cleveland, Ohio, verkörpert.
Vom 17. bis 21. Februar 1976 übernahm er die Hauptrolle des Hamlet in einer Broadway-Inszenierung des Musicals Rockabye Hamlet. Im selben Jahr trat er zudem als Judas in Andrew Lloyd Webbers Musical Jesus Christ Superstar am Paper Mill Playhouse in Millburn im US-Bundesstaat New Jersey auf.
Im Dezember 1978 spielte er Richie Taylor in der Originalbesetzung von William F. Browns A Broadway Musical am Lunt-Fontanne Theatre. Ein Jahr später war er in verschiedenen Rollen im Broadway-Musical Comin’ Uptown am Winter Garden Theatre zu sehen, einer Adaption von A Christmas Carol.
2001 war er in dem Broadway-Musical The Full Monty als Noah „Horse“ T. Simmons am Eugene O’Neill Theatre zu sehen. Im Jahr 2006 trat er in Die Farbe Lila als Ol’ Mister erneut am Broadway auf und 2008 war er als Danny in Xanadu zu sehen – das Musical basiert auf dem gleichnamigen Film. Von September bis Oktober 2013 spielte er in einer Inszenierung von Pullman Porter Blues am Goodman Theatre in Chicago, Illinois, die in der Folgesaison fortgesetzt wurde. Er war auch als General und Farmer an der Seite von Meryl Streep in Mutter Courage zu sehen.
Von 2017 bis 2020 sowie im Jahr 2022 spielte er die Figur des Joe im Musical Waitress. In New York war er auch in Off-Broadway-Produktionen wie Spell#7, Haggadah Cantana und Lullaby and Goodnight (dt. Guten Abend, gut’ Nacht) während des New York Shakespeare Festival (NYSF) zu sehen. In der Produktion von Ein Sommernachtstraum am Lincoln Center spielte er Puck an der Seite von George Hearn, Richard Gere und Edward Herrmann. Marshall hatte auch Auftritte auf internationalen Bühnen und führte Regie.

### Arbeiten vor der Kamera
Einen ersten Auftritt im Film hatte Marshall 1971 als Mickey in Panik im Needle Park.
1973 spielte er in der Verfilmung des Musicals Jesus Christ Superstar die Rolle des Simon Zelotes; in der Bühnenadaption von 1976 verkörperte er später Judas am Paper Mill Playhouse in Millburn, New Jersey. Im Dokumentarfilm Superstars traf Marshall 2015 die Darsteller des Films wieder, darunter Ted Neeley, der die Dokumentation produziert hatte, Yvonne Elliman, Bob Bingham (†) und Josh Mostel.
Nach einem Gastauftritt in Roadie aus dem Jahr 1980, spielte er im Jahr 1984 Cab Calloway im Kinofilm Cotton Club. Calloway selbst lobte Marshalls Darstellung seiner Person. 1989 war er in Die Teufelin zu sehen.
Im Jahr 2000 hatte er einen Nebenrolle in Im Auftrag der Toten und 2002 verkörperte er Adam Clayton Powell Sr. in dem Fernsehfilm Keep the Faith, Baby auf Showtime.
Neben der Arbeit im Film war er auch in Haupt- und Nebenrollen in Fernsehserie zu sehen. So hatte er Auftritte als Jeremiah Joseph in drei Staffeln von Soul Food sowie als Jazzy in Strangers with Candy auf dem Comedy Channel von HBO, heute Comedy Central.
Für die neun Folgen umfassende Miniserie Hey Moe, Hey Dad! steuerte er 2015 das Titellied bei, war aber bereits 1984 in Cotton Club mit den Liedern Minnie The Moocher, Lady with the Fan und Jitterbug zu hören, die teilweise auch als Singles veröffentlicht wurden.
Im deutschen Sprachraum wurde Marshall unter anderem von Norbert Gastell und Wolfgang Ziffer synchronisiert.

### Regiearbeiten
Marshall hatte sein Regiedebüt mit A Faith’s Journey, einem Musical über das Leben von Martin Luther King, das im Jahr 1990 im Riverside Theatre in New York City aufgeführt wurde und wo er seine künftige Frau kennenlernte. Er vertrat zudem Baayork Lee 2002 als Regisseur in einer Aufführung von Carmen Jones im Kennedy Center mit Vanessa Lynn Williams in der Titelrolle, Placido Domingo als Dirigenten und ihm selbst als „Rum“.
Seit 1993 ist er stellvertretender Regisseur für Produktionen von Porgy and Bess des New York Harlem Theatre und inszenierte Produktionen, die an vielen großen Opernhäusern in Europa gespielt wurden, darunter das Teatro La Fenice in Venedig, das Teatro dell’Opera in Rom, das Teatro Massimo Bellini in Catania, das Ronacher Theater in Wien und das Theater des Westens in Berlin.
Von Herbst 2005 bis in das Jahr 2011 führte er bei der Inszenierung von Porgy and Bess der Atlanta Opera Regie und im Jahr 2006 bei der Opera Memphis, für die er auch Macbeth und Der Barbier von Sevilla inszenierte. Letztere Inszenierung wurde auch an der Mississippi Opera unter seiner Regie aufgeführt.
Für das Howl Festival in New York führte er zudem bei einer Adaptation des Musicals Pins and Needles sowie bei The Cradle Will Rock Regie.

## Nominierungen
- 1977: Nominiert für den Drama Desk Award für seine Darstellung des Sportin’ Life in Porgy and Bess an der Houston Grand Opera.[8]
- 1977: Nominiert für den Tony Award in der Kategorie „Best Actor (Featured Role – Musical)“ für seine Darstellung des Sportin’ Life in der Wiederaufführung Porgy and Bess (Houston Grand Opera, Broadway).[8]
- 2013: Nominiert für den Robert Prosky Award (Helen Hayes Awards) als „Best Actor in a Play“ für seine Darstellung von Monroe in Pullman Porter Blues.[8]
- 2014: Nominiert für den Joseph Jefferson Equity Award („Jeff“) in der Kategorie „Principal Actor in a Play“ für seine Darstellung von Monroe in Pullman Porter Blues am Goodman Theatre in Chicago, Illinois.[8]

## Filmografie (Auswahl)
- 1971: Panik im Needle Park
- 1973: Jesus Christ Superstar
- 1980: Roadie
- 1984: Cotton Club
- 1989: Die Teufelin
- 1999: Third Watch – Einsatz am Limit (Fernsehserie)
- 2000: Im Auftrag der Toten (Waking the Dead)
- 2000: Great Performances (Fernsehserie)
- 2000: Strangers with Candy (Fernsehserie)
- 2000–2002: Soul Food (Fernsehserie)
- 2002: Keep the Faith, Baby (Fernsehfilm)
- 2015: Superstars: The Documentary (Dokumentation)

## Theater (Auswahl)
- 1968: Hair (Biltmore Theatre, Broadway, New York City)[1]
- 1971: Mass (Kennedy Center und Metropolitan Opera House, Washington, D.C.)[12]
- 1971: Inner City (Ethel Barrymore Theatre, Broadway, New York City)[1]
- 1973: Zwei Herren aus Verona (Hanna Theatre, Cleveland, Ohio)
- 1973: Zwei Herren aus Verona (Delacorte Theater, New York City)[13]
- 1973: Zwei Herren aus Verona (St. James Theatre, Broadway, New York City)[1]
- 1973: More Than You Deserve (Joseph Papp Public Theater / Newman Theater, Off-Broadway, New York City)[13]
- 1974: Up From Paradise (Power Center for the Performing Arts, Ann Arbor, Michigan)[12]
- 1975: A Midsummer Night’s Dream (Mitzi E. Newhouse Theater, Off-Broadway, New York City)[13]
- 1976: Rockabye Hamlet (Minskoff Theatre, Broadway, New York City)[1]
- 1976: Porgy and Bess (Houston Opera, Houston, Texas)
- 1976: Jesus Christ Superstar (Paper Mill Playhouse, Millburn, New Jersey)
- 1976, 1983: Porgy and Bess (Uris Theatre, Broadway, New York City)[1]
- 1978: A Broadway Musical (Lunt-Fontanne Theatre, Broadway, New York City)[1]
- 1978: A Broadway Musical (Theatre of the Riverside Church, Off-Broadway, New York City)[13]
- 1979: Comin’ Uptown (Winter Garden Theatre, Broadway, New York City)[1]
- 1979: Spell # 7 (Joseph Papp Public Theater / Anspacher Theater, Off-Broadway, New York City)[13]
- 1980: Evolution of the Blues (Kennedy Center, Opera House, Washington, D.C.)[12]
- 1981: Oh, Brother! (Anta Theatre, Broadway, New York City)[1]
- 1982: Lullabye and Goodnight (Joseph Papp Public Theater / Newman Theater, Off-Broadway, New York City)[12][13]
- 1986: Big Deal (Broadway Theatre, 1681 Broadway, New York City)[1]
- 1986: Queenie Pie (Zellerbach Theatre, Philadelphia)[12]
- 1989: Die Dreigroschenoper (Revival; Lunt-Fontanne Theatre, Broadway, New York City)[1]
- 1990: The Life (Westbeth Theatre, Off-Broadway, New York City)[12][13]
- 1990: Debüt an der Metropolitan Opera unter James Levine
- 1997: Play On! (Brooks Atkinson Theatre, Broadway, New York City)[1]
- 2000: The Full Monty (US-Tournee)[12]
- 2001: The Full Monty (Eugene O’Neill Theatre, Broadway, New York City)[1]
- 2004: Two Gentlemen of Verona (Solomon R. Guggenheim Museum, Off-Broadway, New York City)[12][13]
- 2006: Mother Courage and Her Children	(Delacorte Theater, New York City)[13]
- 2006–2008: Die Farbe Lila (Broadway Theatre, 1681 Broadway, New York City)[1]
- 2008: Xanadu (Chicago)[5]
- 2011: The Music Man (Quelle: About The Artist)
- 2013–2014: Pullman Porter Blues (Goodman Theatre, Chicago, Illinois)[12]
- 2017–2020, 2022: Waitress (Brooks Atkinson Theatre, Broadway, New York City)[1]
- 2024: The Black King of Vaudeville: Bert Williams (Every Thing Goes Book Cafe, Staten Island)[12]

### Arbeiten im Regionaltheater
Neben Auftritten am Broadway und Off-Broadway, arbeitete Marshall auch landesweit an Regionalbühnen – als Darsteller, Sänger und als Regisseur.
- Between Riverside and Crazy (Cleveland Playhouse)
- Die Romanticker (Kansas City Rep.)
- Driving Miss Daisy (Capital Repertory Theatre in Albany N.Y. und für Harbor Lights Theatre Productions)
- Hair: Retrospection
- Jesus Christ Superstar (Paper Mill Playhouse)
- Looking Over the President’s Shoulder (Portland Stage, Lorraine Hansberry Theatre in San Francisco und am The Capital Repertory Theatre)
- Mass (Kennedy Center und Metropolitan Opera House)
- Museum (Folger Library Theater, Washington D.C.)
- Queenie Pie (Kennedy Center)
- Scenes from the Staten Island Ferry (Regie; Sundog Theater, New York; 2024)[12]
- Up from Paradise (Philadelphia’s American Music Festival Theatre)
- Wie es euch gefällt (Williamstown Theatre mit Gwyneth Paltrow)